# 577
577 је била проста година.

## Догађаји
- Византијско-сасанидски рат: Византијска експедициона снага под командом Јустинијана (магистер милитум) врши инвазију на Кавкаску Албанију, покрећући нападе преко Каспијског мора против Персијанаца.
- Лето – Тиберије, византијски сувладар (Цезар), успоставља поморску базу у Дербенту на Каспијском мору да би изградио византијску флоту.
- Зима – Маврикије је постављен за главнокомандујућег византијске војске на истоку. Он је наследио Јустинијана, упркос потпуном недостатку војног искуства.
- Битка код Деорхама: Англосаксонци под командом Цеавлина од Весекса нападају доњу долину Северн и побеђују британске Келте код Дајрама (Југозападна Енглеска). Након битке, Саксонци заузимају три града: Циренцестер, Глоуцестер и Бат, доводећи своје напредовање до Бристолског канала.
- Рекополис (савремени Зорита де лос Цанес) у Хиспанији је основао краљ Лиувигилд, у част његовог сина Рекареда.
- Зима – Северни Ки, једну од северних династија, осваја Северни Џоу под царем Ву Дијем. Он наређује последњем владару (Гао Веи) и другим члановима клана Гао да изврше самоубиство. Северна Кина, изнад реке Јангце, поново је стављена под контролу једне силе.
- Дендурски храм, посвећен египатским боговима Изиди, Хорусу и Озирису, претворен је за употребу као хришћанска црква.
- Евтихије је враћен за цариградског патријарха, након 12 година изгнанства у Амасији (савремена Турска).
- Мухамед, стар 6 година, враћа се својој ужој породици, али у року од годину дана умире његова мајка Амина бинт Вахб.
- Претходник модерне шибице, мали штапићи од боровог дрвета импрегнирани сумпором, први пут се користе у Кини. Опкољене војним снагама Северног Џоуа и Чена, дворске даме северног Ки користе „штапиће за расвету” да потпале ватру за кување и грејање.